# Genista lucida
Genista lucida là một loài thực vật có hoa trong họ Đậu. Loài này được Cambess. miêu tả khoa học đầu tiên.